# Bamber Gascoigne
Arthur Bamber Gascoigne, född 24 januari 1935 i London, död 8 februari 2022 i Richmond, London, var en brittisk programledare och författare. Han är främst känd för sin medverkan i frågesportprogrammet University Challenge där han var programledare mellan 1962 och 1987. Gascoigne var från 1976 till sin död ledamot i Royal Society of Literature.
Gascoignes morbror var den nordirländsk politiker och premiärminister Terence O'Neill.